# Pachypodium ambongense
Pachypodium ambongense (укр. Пахіподіум амбонгензе, Пахіподіум амбонгензький) — вид сукулентних рослин з роду пахіподіум (Pachypodium), родини кутрових (Apocynaceae).

## Етимологія
Видова назва дана за річкою Амбонго (Ambongo).

## Загальна біоморфологічна характеристика
Чагарник, який можуе досягти висоти 2 метрів, але найчастіше не перевищує і метра.
Pachypodium ambongense є одним з видів, аналогічних Pachypodium lamerei, тільки його стовбур має конічну форму і гілки утворюються на меншій висоті. Листя утворюють розетку навколо верхньої частини рослини і на кінчиках гілок. Крона галузиться бідно. Здвоєні колючки досить довгі і гострі, також аналогічні колючкам Pachypodium lamerei. Стовбур світло-зелений, вертикальний, опуклий в основі та звужується догори, за формою нагадує пляшку. Квітки білі з жовтим центром. Рогаті насіння (стручки) прямі, 10-15 см завдовжки, 15-20 мм завширшки, витягнуті, кінчик їх досить гострий. Вони дуже відрізняються від товстих, важких стручків Pachypodium lamerei, Pachypodium rutenbergianum, Pachypodium meridionale і Pachypodium sofiense з їх округленою вершиною, і нагадують стручки Pachypodium decaryi та південноафриканського виду Pachypodium saundersii.
Ця рослина була зібрана в дуже невеликій кількості, тому її положення серед інших білоквіткових видів поки неясно. Анрі Пер'є в 1934 р. встановив, що цей вид відрізняється від всіх інших білоквіткових пахіподіумів довжиною нижньої трубки віночка, яка дорівнює, або навіть перевищує довжину верхньої трубки. Верхня трубка роздута, а до зіва різко звужується.

## Поширення у природі
Мадагаскарський ендемік, який зростає на вапнякових породах в провінції Махадзанга в районі річки Амбонго (Ambongo) в заповіднику Наморока (Namoroka) розташованому в низовині на південь від міста Соалала (Soalala).

## Екологія
Pachypodium ambongense росте в напівтіні листяного сухого лісу на висоті близько 100 м над рівнем моря на ерозивних вапняних скелях у щілинах, заповнених чорним перегноєм. У цьому середовищі проживання виростають також Uncarina perrieri, Uncarina sakalava, Pachypodium rutenbergianum і види Euphorbia, Commiphora, Cyphostemma і Lomatophyllum. Це дуже спекотна область, щорічна середня температура якої становить 27 °C. Термометр тут ніколи не показує нижче 10 — 11 °C, але може показати і 40 °C. Опади складають 1300 мм на рік, сухий сезон триває 7 місяців.

## Охоронний статус
Pachypodium ambongense входить до списку I Конвенції про міжнародну торгівлю видами дикої фауни і флори, що перебувають під загрозою зникнення (CITES).

## Утримання в культурі
Pachypodium ambongense повинен бути розміщений на повному світлі з великою кількістю води в теплу пору року і значно меншою в прохолодні місяці. Ґрунт має бути повітре- і вологопроникний, добре дренований.